# ليندا أنغونو
ليندا كريستيل أنغونو نجواياكا (من مواليد 23 سبتمبر 1992) هي لاعبة سباق حواجز كاميرونية وهي صاحبة الرقم القياسي الوطني في سباق 400 متر حواجز. شاركت في سباق 400 متر حواجز في دورة الألعاب الأولمبية الصيفية 2024 في باريس في أغسطس 2024.